# Club Deportivo Bocas FC
El Club Deportivo Bocas Fútbol Club es un club deportivo de fútbol que representa a la provincia de Bocas del Toro en la Liga Prom, Segunda División de Fútbol de Panamá.

## Historia
El Club Deportivo Bocas Fútbol Club fue fundado el 24 de febrero de 2023, bajo el nombre de Club Deportivo Bocas Jr. por Benicio Robinson Jr. El club comenzó a jugar en la Liga de Fútbol Femenino. Su debut en la rama femenina fue el 2 de marzo de 2023 en la derrota 1 a 0 contra el Herrera FC en el Estadio Los Milagros. En su primera temporada en la Liga de Fútbol Femenino jugó 14 partidos, de los cuales ganó 4, empató 3 y perdió 7.

### Compra del Cupo
El 8 de junio de 2023, mediante un comunicado de la Liga Panameña de Fútbol y la Federación Panameña de Fútbol, se anuncia la venta del cupo de Liga Prom del  Club Deportivo Centenario; el club debuta así en la Conferencia Oeste de la Liga Prom. El 18 de julio de 2023 cambió su nombre de Club Deportivo Bocas Jr. a Club Deportivo Bocas Fútbol Club. Debutó en la Liga Prom el 21 de julio de 2023 en la victoria 3 a 2 contra la Universidad Latina.

## Uniforme

### Indumentaria
| Indumentaria |          |           |
| Período      | Logotipo | Proveedor |
| 2023         |          | Kelme     |
| 2023 - Act.  |          | Adidas    |

### Patrocinadores
| Patrocinador  |                      |                                                                                  |
| Período       | Patrocinador oficial | Patrocinador secundario                                                          |
| 2023-presente | Colón 2000 Petrocar  | ECOVSA Jumbo Supermercados Panamericana Car Audio & Tuning Cruz Ríos & Asociados |

## Entrenadores
| N° | Entrenadores  | Período       |
| -- | ------------- | ------------- |
| 1. | Jonathan Meza | 2023-Presente |